# Trialeurodes varia
Trialeurodes varia là một loài côn trùng cánh nửa trong họ Aleyrodidae, phân họ Aleyrodinae.
Trialeurodes varia được Quaintance & Baker miêu tả khoa học đầu tiên năm 1937.